# Alliance française de la Nouvelle-Orléans
 (février 2025).
L'article doit être relu — et modifié si nécessaire — par des contributeurs indépendants pour apporter un regard critique aux contributions effectuées en violation des conditions d'utilisation de Wikipédia, tant sur la forme (notamment concernant le style encyclopédique, la proportionnalité) que sur le fond (la neutralité de point de vue, la qualité et l'indépendance des sources).
 (février 2025).
Si vous disposez d'ouvrages ou d'articles de référence ou si vous connaissez des sites web de qualité traitant du thème abordé ici, merci de compléter l'article en donnant les références utiles à sa vérifiabilité et en les liant à la section « Notes et références ».
 (février 2025).
Fondée en 1984, l' Alliance française de la Nouvelle-Orléans (AFNO) est une organisation à but non lucratif et un centre culturel destiné à la promotion de la langue française et des cultures francophones à la Nouvelle-Orléans et dans la région du sud du Golfe.
C'est l'un des établissements du réseau international de l' Alliance française 

## Histoire
En 1888, l'Athénée Louisianais, (créée en 1876) une société littéraire basée à La Nouvelle-Orléans, entre en contact avec l'Alliance Française et s'affilie au réseau des Alliances Françaises.
En 1936, l'Athénée Louisianais ne publie plus d'oeuvres littéraires et devient une simple Alliance Française qui publie ses comptes annuels.
Re-créée en 1984, l'Alliance Française fait l'acquisition en 1987 d'un bâtiment à son emplacement actuel au 1519 Jackson Avenue .
Elle compte aujourd'hui plus de 500 membres et plus de 600 inscriptions aux cours de français par an. Son budget de fonctionnement provient des frais de scolarité, des adhésions et des contributions (particuliers, entreprises et fondations).
Avec un conseil d'administration de 16 membres, elle compte 4 salariés, 25 enseignants et environ 60 bénévoles.

## Centre de langue française
L'Alliance Française de La Nouvelle-Orléans propose :
- Cours de français pour tous les âges et tous les niveaux
- Cours en ligne
- Cours de créole louisianais
- Ateliers de langues
- Groupes de littérature et de conversation
- Événements culturels et sociaux 

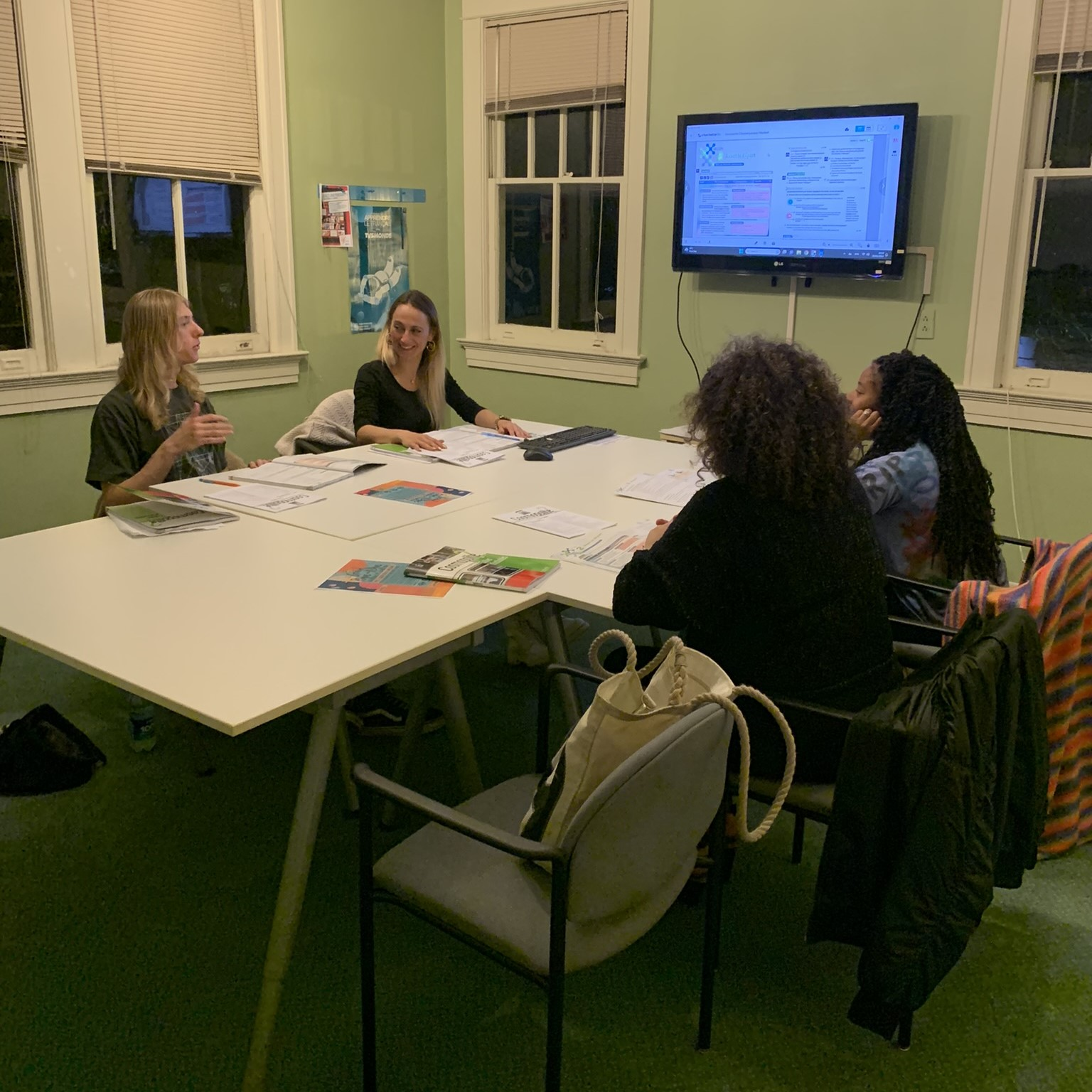
Cours adultes AFNO

L'Alliance propose également le certificat du Test d'évaluation du français (TEF), diplôme délivré par la Chambre de commerce et d'industrie de Paris et le diplôme DELF (DELF), diplôme délivré par France Éducation internationale

## Événements culturels et sociaux
L'Alliance Française de la Nouvelle-Orléans propose une grande variété d'activités sociales et d'événements culturels, notamment des festivals , des conférences, des concerts, des projections de films, des expositions, des visites guidées , des soirées « vin et fromage » et des groupes de discussion.
L'AFNO s'associe chaque année à des organisations et festivals internationaux et locaux pour promouvoir les cultures francophones.
L'équipe culturelle organise plus de 170 événements, dont plusieurs dans les lieux des partenaires. Les partenaires locaux incluent le New Orleans Jazz Museum , la Historic New Orleans Collection , l'Université de Tulane, le Consulat général de France, la Bibliothèque publique de la Nouvelle-Orléans , le Musée national de la Seconde Guerre mondiale, la Villa Albertine, CODOFIL, New Orleans Gold, la Fondation Louisiane, l'Ambassade de France, Washington, DC, le Lycée Français de la Nouvelle-Orléans, l'Université Loyola et bien d'autres.
Le mois de mars est dédié au mois de la Francophonie avec plusieurs événements chaque année.
Chaque année, l'Alliance Française de la Nouvelle-Orléans organise le 14 juillet et célèbre l'héritage français de la Nouvelle-Orléans et la fête nationale française.